# Saint-Laurent-Nouan
Saint-Laurent-Nouan là một xã trong tỉnh Loir-et-Cher, thuộc vùng hành chính Centre-Val de Loire của nước Pháp, có dân số là 3686 người (thời điểm 1999).

## Nhân khẩu học
| 1962  | 1968  | 1975  | 1982  | 1990  | 1999  |
| ----- | ----- | ----- | ----- | ----- | ----- |
| 1 507 | 2 327 | 2 139 | 3 079 | 3 399 | 3 686 |